# Ambikapur Part-X
Ambikapur Part-X é uma vila no distrito de Cachar, no estado indiano de Assam.

## Demografia
Segundo o censo de 2001, Ambikapur Part-X tinha uma população de 10 014 habitantes. Os indivíduos do sexo masculino constituem 53% da população e os do sexo feminino 47%. Ambikapur Part-X tem uma taxa de literacia de 71%, superior à média nacional de 59,5%; com 56% para o sexo masculino e 44% para o sexo feminino. 12% da população está abaixo dos 6 anos de idade.